# 防災センター要員
防災センター要員（ぼうさいセンターよういん）とは防災センター要員講習を修了した者。東京都において、防災センターに勤務する人で防災盤等の監視、操作等に必要な資格。

## 概要
- 一定規模の建物に設置されている防災センターにおいて防災盤等の監視や操作等を行う者に必要な資格である。防災センターにおける活動を中心とした防火管理や消防機関への通報などを行う。
- 防災センター要員有資格者は、「追加講習」を受講することにより、「自衛消防業務講習」を修了した者とみなされる。

## 受講資格
- 総合操作盤（大規模建築物などにおける消火・排煙等防災のための各種設備を、エレクトロニクス技術を活用して集中的に監視・操作する操作卓）等の設置を要する建物の防災センター等に勤務する者で、総合操作盤等の監視、操作等に従事する者

- 基本的に防災センター要員講習に受講資格はなく、誰でも受講できる。

## 講習（技術講習）
- 2日間講習を行う。1日目を座学、2日目を実技。各都道府県によって日にちが違う。

### 講習科目
1. 防火管理に関する一般知識（防火管理の意義、火災に関する一般知識、建築防災計画に関する一般知識）
2. 防災センター要員の役割と責任
3. 防災設備等に関する知識とその取扱い訓練
4. 総合操作盤の操作方法とその実施訓練
5. 防災センター要員の火災時における対応訓練

## 再講習（実務講習）
- 技術講習（講習）を修了してから5年以内に、実務講習（再講習）を受講しなければならない。

### 講習科目
1. 防火管理及び消防用設備等に関する制度改正の概要
2. 火災事例研究
3. 総合操作盤の操作に係る実施訓練
4. 防災センター要員の火災時における対応訓練